# Love Is the Law
Love Is the Law è il quinto album in studio del gruppo new wave britannico Toyah, pubblicato nel 1983.

## Tracce
Side 1
1. Broken Diamonds - 4:05
2. I Explode - 4:09
3. Rebel of Love - 3:42
4. Rebel Run - 3:11
5. Martian Cowboy - 4:40

Side 2
1. Dreamscape - 5:04
2. Time Is Ours - 3:38
3. Love Is the Law - 3:09
4. Remember - 4:08
5. The Vow - 3:47

## Formazione
- Toyah Willcox – voce
- Joel Bogen – chitarra
- Simon Darlow – tastiera
- Phil Spalding – basso
- Brad Lang - basso
- Andy Duncan – batteria, percussioni